# Poesia bucolica

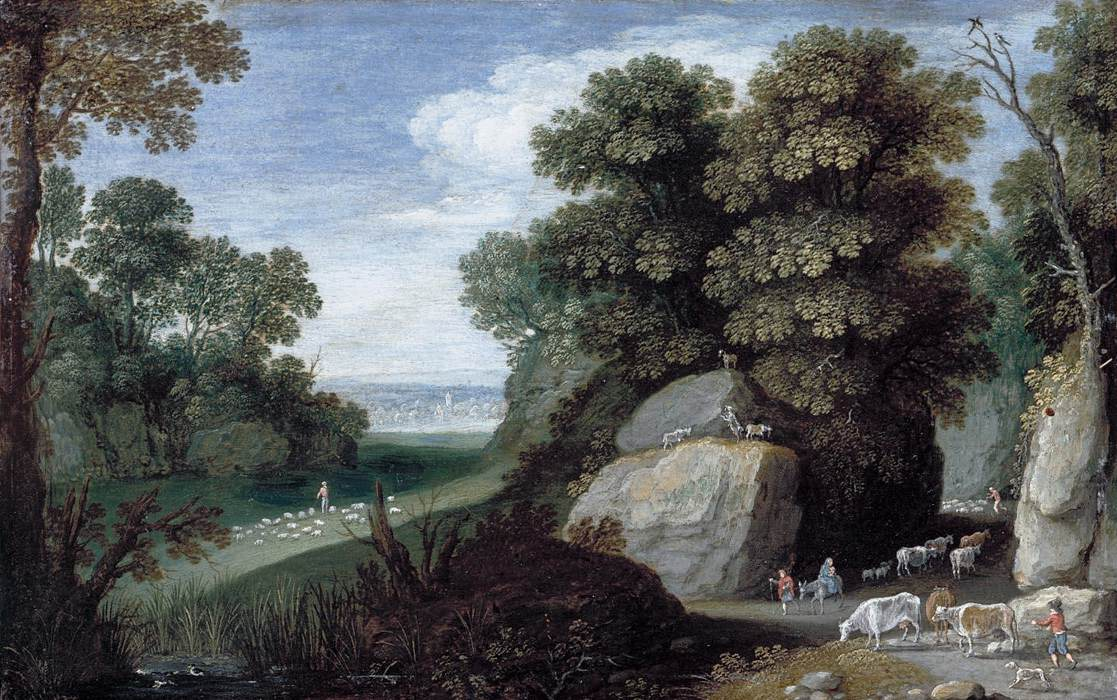
Martin Ryckaert, Paesaggio pastorale

La poesia bucolica (o poesia pastorale) è un genere di poesia la cui origine viene fatta risalire al poeta greco Teocrito, autore degli Idilli. Nell'antichità riscosse notevole successo, tanto che si occupò di questo genere il poeta latino Virgilio. In epoca moderna la poesia bucolica è stata il tramite per la creazione di un luogo immaginario abitato da pastori felici dediti alla poesia, chiamato Arcadia. Esempi moderni di poesia pastorale sono l'Aminta di Torquato Tasso e l'Arcadia di Jacopo Sannazaro.

## Origine e storia
Il termine bucolica deriva dal sostantivo greco βουκόλος (bukòlos = "bovaro"): il poeta greco Teocrito si definì l'inventore del genere della poesia bucolica, cioè di una poesia in cui i protagonisti erano dei semplici pastori, lo scenario quello sereno e allegro della campagna, allietato da gare canore fra i pastori poeti. Negli idilli di Teocrito, la scena più frequente, in effetti, è quella di due pastori che si sfidano in una tenzone canora; l'oggetto privilegiato del loro canto sono vicende d'amore e, in particolare, i pastori usano il canto per lenire le pene di un amore non corrisposto.

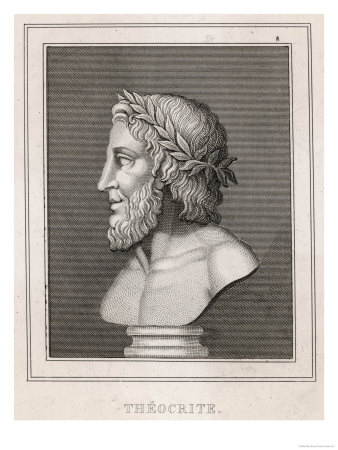
Incisione con busto immaginario di Teocrito

La poesia bucolica teocritea non fu però un semplice divertissement letterario, ma il poeta si servì dello strumento della poesia anche a fini polemici, come nelle Talisie, o per riscrivere con una sensibilità nuova miti antichi: è questo il caso del mito di Polifemo e Galatea, che tradizionalmente vedeva nel ciclope Polifemo un mostro orrendo e insensibile, mentre in Teocrito Polifemo canta la propria tristezza per il rifiuto di Galatea e dialoga con se stesso lamentando la propria deformità fisica come causa di tutti i propri mali. In questo componimento, la poesia bucolica dimostra tutta la propria vivacità narrativa e la propria carica di innovazione letteraria nell'introspezione psicologica di un personaggio precedentemente condannato al ruolo fisso del "mostro".
L'esperimento teocriteo ebbe immediatamente largo seguito, a dimostrazione di una mutata sensibilità non solo degli autori di poesia, ma anche del pubblico a cui queste erano indirizzate. Continuatori del genere bucolico furono i poeti Mosco di Siracusa e Bione di Smirne.
Nel mondo latino il primo poeta a occuparsi del genere bucolico fu Virgilio. La sua prima opera furono appunto le Bucoliche, raccolta di dieci ecloghe in cui l'autore riprende i temi ormai classici della poesia bucolica greca ma introducendovi decise innovazioni. La prima differenza che si può notare fra i componimenti di Teocrito e quelli di Virgilio è l'ambiente in cui si muovono i personaggi: infatti l'atmosfera che si respira nelle poesie greche è quella dell'assolata campagna mediterranea ripresa solitamente nel pieno della calura (non bisogna dimenticare che Teocrito era siracusano), mentre in Virgilio (che proveniva da Mantova, quindi dalla pianura padana) non è infrequente assistere a brumosi tramonti, certo frutto dell'esperienza settentrionale del poeta.
Ma la differenza che più colpisce il lettore è certamente l'utilizzo allegorico: se argomento privilegiato della poesia greca era il racconto delle pene d'amore dei pastori, dietro i personaggi virgiliani si possono scorgere le vicende personali del poeta legate ai fatti militari e politici del suo tempo. Celebre il lamento del pastore Melibeo, nella prima bucolica, che è stato espropriato delle proprie terre (a seguito della battaglia di Filippi). L'altro protagonista dell'ecloga, Titiro, può invece rimanere tranquillamente sdraiato all'ombra, dato che gode della protezione di un dio (e questo dio è certamente Ottaviano Augusto).
Continuatori dell'esperienza poetica virgiliana furono, in età imperiale, Calpurnio Siculo e Nemesiano, ma echi bucolici si possono riscontrare anche nel poeta cristiano Prudenzio.

## L'eredità nella letteratura italiana ed europea
Il genere bucolico, dopo secoli di assenza dalla scena letteraria europea, viene ripreso da Dante nel suo scambio in latino con Giovanni Del Virgilio e da qui si diffonde nella letteratura italiana in volgare. Il paesaggio proprio della poesia bucolica si può ritrovare in Boccaccio, nel Ninfale d'Ameto e nel Ninfale fiesolano, anche se qui gli elementi pastorali sono inseriti all'interno di una narrazione che, a tutti gli effetti, appartiene più al genere del romanzo che a quello della poesia bucolica
Già nel XV secolo il motivo pastorale viene rielaborato da Jacopo Sannazaro, la cui Arcadia ridà impulso al genere. Anche Matteo Maria Boiardo scrisse delle Ecloghe improntate al modello virgiliano e certamente tutti questi modelli furono presenti al Tasso dell'Aminta.
Da queste opere del Rinascimento italiano le tematiche bucoliche e pastorali si diffusero presso le altre principali letterature europee, come ad esempio in quella inglese, con l'Arcadia di Philip Sidney (1593), la digressione pastorale contenuta nel Come vi piace di William Shakespeare (1623), fino al Lycidas di John Milton (1637)
Anche il Barocco non disdegnò temi e motivi pastorali, come dimostrano L'Adone e La sampogna di Giambattista Marino; l'influsso della poesia pastorale non si limitò a riprese tematiche o stilistiche, ma determinò la nascita di un movimento letterario, ossia l'Arcadia.
Nell'Ottocento, anche se non si attinge direttamente alla poesia bucolica, tuttavia non mancano i riferimenti a quel mondo poetico: basti pensare al termine "idilli" che Leopardi utilizza per designare i suoi componimenti. A cavallo fra '800 e '900, Pascoli utilizzò la quarta ecloga virgiliana per trarre il titolo della più fortunata delle sue raccolte poetiche, Myricae; riferimenti al modo greco dei pastori non mancano in Gabriele D'Annunzio. Infine, nella raccolta Ossi di seppia di Eugenio Montale troviamo una poesia dal titolo Ecloga.